# 蔣盛晧
蔣 盛晧（チャン・ソンホ、朝: 장 성호、英: Jang Sung-Ho、1978年1月12日- ）は韓国出身の柔道選手。階級は100kg級。身長190cm。蔣聖晧、張盛晧 とも表記される。

## 人物
漢陽大学校出身。1996年の世界ジュニアでは95kg超級に出場して優勝を飾った。その後階級を100kg級にすると、1999年の世界選手権決勝では井上康生と対戦するが、有効2つを取られて敗れた。2000年シドニーオリンピックでは3回戦で敗れた。2001年の世界選手権では3位となった。2002年に釜山で開催されたアジア大会では、決勝で鈴木桂治に1-2の判定で敗れた。2004年アテネオリンピックでは決勝でベラルーシのイハル・マカラウに技ありで敗れた。2006年のアジア大会では石井慧を破って優勝した。2008年北京オリンピックではモンゴルのナイダン・ツブシンバヤルに敗れて7位に終わった。その後引退して、2012年現在は韓国男子代表のコーチを務めている。

## 主な戦績
- 1996年 - 世界ジュニア　優勝(95kg超級)
- 1998年 - 世界学生　3位
- 1999年 - フランス国際　2位
- 1999年 - オーストリア国際　3位
- 1999年 - ドイツ国際　3位
- 1999年 - アジア選手権　優勝
- 1999年 - 世界選手権　2位
- 2000年 - オーストリア国際　3位
- 2000年 - ドイツ国際　優勝
- 2001年 - 東アジア大会　優勝
- 2001年 - 世界選手権　3位
- 2001年 - ユニバーシアード　100kg級　2位　無差別　優勝
- 2002年 - オーストリア国際　優勝
- 2002年 - アジア大会　100kg級　2位　無差別　5位
- 2003年 - 嘉納杯　5位
- 2003年 - アジア選手権　2位
- 2004年 - ロシア国際　3位
- 2004年 - アジア選手権　2位
- 2004年 - アテネオリンピック　2位
- 2005年 - アジア選手権　優勝
- 2006年 - 嘉納杯　3位
- 2006年 - ワールドカップ団体戦　3位
- 2006年 - アジア大会　優勝
- 2007年 - プレオリンピック　3位
- 2008年 - アジア選手権　2位
- 2008年 - 北京オリンピック　7位